# 이벳 니파
이벳 니파(Yvette Nipar, 1964년 10월 20일 ~ )는 미국의 배우이다.
로스앤젤레스에서 태어났다.

## 출연 작품
- 워킹 톨 3 (2007년)
- 워킹 톨 2 - 페이백 (2007년) - 케이티 역
- 스트랜디드 (2001년)
- 더 디스트릭트 (2000년)
- 써머지드 (2000년)
- 다크니스 (1998년)
- 테크노 킬러 (1996년)
- 롤링 썬더 (1996, Rolling Thunder)
- 브리스코 카운티 주니어의 모험 (1993년)
- 닥터 모드리드 (1992년)
- 스키 아카데미 (1990년)
- 밤의 여대생 (1987년)
- 위험한 컴퓨터 게임 (1986년)

### 텔레비전
- 우리 생애 나날들 (1987)
- 21 점프 스트리트 (1988-89)
- 로보캅 - TV 시리즈 (1994)